# Minysynchiropus kiyoae
Minysynchiropus kiyoae és una espècie de peix de la família dels cal·lionímids i de l'ordre dels perciformes.

## Morfologia
- Els mascles poden assolir 2 cm de longitud total.[1][2]

## Hàbitat
És un peix marí, de clima temperat i demersal que viu entre 5-14 m de fondària.

## Distribució geogràfica
Es troba a Hawaii i el Japó (incloent-hi les Illes Ogasawara).

## Observacions
És inofensiu per als humans.